# Jay Fulton
Jay Fulton, né le 1er avril 1994 à Bolton (Angleterre), est un footballeur écossais qui évolue au poste de milieu de terrain à Swansea City.

## Biographie

### En club
Formé au Falkirk FC, Jay Fulton dispute sa première rencontre au niveau professionnel face à Partick Thistle le 12 avril 2011. Il dispute cent-sept matchs et inscrit neuf buts avec le club écossais avant de s'engager pour deux ans et demi avec Swansea City le 31 janvier 2014.
Le 26 avril 2014, il joue sa première rencontre avec les Swans à l'occasion d'un match de Premier League face à Aston Villa (victoire 4-1). En septembre 2015, il est prêté pour trois mois à Oldham Athletic, qui évolue en D3 anglaise. Il prend part à onze matchs avant de réintégrer l'effectif de Swansea City en janvier 2016. De retour au pays de Galles, il participe à deux matchs de Premier League lors de la seconde partie de saison 2015-2016.
Le 23 août 2016, le milieu écossais inscrit son premier but sous le maillot de Swansea lors d'une rencontre de Coupe de la Ligue anglaise face à Peterborough United (victoire 1-3).
Le 25 janvier 2018, Jay Fulton est prêté à Wigan Athletic jusqu'à la fin de la saison.

## Statistiques
| Saison                | Club                   | Championnat           | Championnat | Championnat | Coupe(s) nationale(s) | Coupe(s) nationale(s) | Compétition(s) continentale(s) | Compétition(s) continentale(s) | Compétition(s) continentale(s) | Total | Total |
| Saison                | Club                   | Division              | M.          | B.          | M.                    | B.                    | Comp.                          | M.                             | B.                             | M.    | B.    |
| 2010-2011             | Falkirk FC             | Scottish Championship | 2           | 0           | -                     | -                     | -                              | -                              | -                              | 2     | 0     |
| 2011-2012             | Falkirk FC             | Scottish Championship | 32          | 1           | 8                     | 2                     | -                              | -                              | -                              | 40    | 3     |
| 2012-2013             | Falkirk FC             | Scottish Championship | 28          | 2           | 7                     | 1                     | -                              | -                              | -                              | 35    | 3     |
| 2013-2014             | Falkirk FC             | Scottish Championship | 21          | 2           | 5                     | 1                     | -                              | -                              | -                              | 26    | 3     |
| Sous-total            | Sous-total             | Sous-total            | 83          | 5           | 20                    | 4                     | -                              | 0                              | 0                              | 103   | 9     |
| 2013-2014             | Swansea City           | Premier League        | 2           | 0           | -                     | -                     | -                              | -                              | -                              | 2     | 0     |
| 2014-2015             | Swansea City           | Premier League        | 2           | 0           | 3                     | 0                     | -                              | -                              | -                              | 5     | 0     |
| 2015-2016             | Swansea City           | Premier League        | 2           | 0           | -                     | -                     | -                              | -                              | -                              | 2     | 0     |
| 2016-2017             | Swansea City           | Premier League        | 11          | 0           | 2                     | 1                     | -                              | -                              | -                              | 13    | 1     |
| 2017-2018             | Swansea City           | Premier League        | 2           | 0           | 1                     | 0                     | -                              | -                              | -                              | 3     | 0     |
| 2018-2019             | Swansea City           | Championship          | 33          | 2           | 4                     | 1                     | -                              | -                              | -                              | 37    | 3     |
| 2019-2020             | Swansea City           | Championship          | 38          | 3           | 1                     | 0                     | -                              | -                              | -                              | 39    | 3     |
| 2020-2021             | Swansea City           | Championship          | 43          | 3           | 4                     | 0                     | -                              | -                              | -                              | 47    | 3     |
| 2021-2022             | Swansea City           | Championship          | 18          | 0           | 3                     | 0                     | -                              | -                              | -                              | 21    | 0     |
| 2022-2023             | Swansea City           | Championship          | 38          | 3           | 3                     | 1                     | -                              | -                              | -                              | 41    | 4     |
| 2023-2024             | Swansea City           | Championship          | 43          | 1           | 3                     | 0                     | -                              | -                              | -                              | 46    | 1     |
| 2024-2025             | Swansea City           | Championship          | 20          | 1           | 3                     | 0                     | -                              | -                              | -                              | 23    | 1     |
| Sous-total            | Sous-total             | Sous-total            | 252         | 13          | 27                    | 3                     | -                              | 0                              | 0                              | 279   | 16    |
| 2015-2016             | Oldham Athletic (prêt) | League One            | 11          | 0           | -                     | -                     | -                              | -                              | -                              | 11    | 0     |
| 2017-2018             | Wigan Athletic (prêt)  | Championship          | 5           | 1           | 1                     | 0                     | -                              | -                              | -                              | 6     | 1     |
| Sous-total            | Sous-total             | Sous-total            | 16          | 1           | 1                     | 0                     | -                              | 0                              | 0                              | 17    | 1     |
| Total sur la carrière | Total sur la carrière  | Total sur la carrière | 351         | 19          | 48                    | 7                     | -                              | 0                              | 0                              | 399   | 26    |

## Palmarès

### En club
- Falkirk FC
  - Vainqueur de la Scottish Challenge Cup en 2012.

- Wigan Athletic
  - Champion d'Angleterre de troisième division en 2018.